# Noord-Ierland
Noord-Ierland (Engels: Northern Ireland, Iers-Gaelisch: Tuaisceart Éireann, Ulster Schots: Norlin Airlann) maakt als constituerend land met Engeland, Schotland en Wales deel uit van één staat: het Verenigd Koninkrijk. Het is van deze vier gebieden het enige dat niet op het eiland Groot-Brittannië, maar op het eiland Ierland ligt en daarvan het noordoostelijk deel uitmaakt. Noord-Ierland grenst aan de Republiek Ierland. In Noord-Ierland is, net als in geheel Ierland, Engels de dominante taal. Op kleinere schaal, en vooral om symbolische redenen, wordt ook soms Iers gebruikt, zij het minder dan in de Republiek Ierland.
Met 13.793 km² bedraagt de oppervlakte van Noord-Ierland ongeveer de helft van België of een derde van Nederland. Bij de volkstelling van 2019 telde Noord-Ierland 1.893.700 inwoners. Het land heeft daarmee een bevolkingsdichtheid van 137 inwoners per km².
Noord-Ierland wordt omschreven als een land, provincie of regio van het Verenigd Koninkrijk. Sinds de ondertekening van het Goedevrijdagakkoord van 1998 is Noord-Ierland hoofdzakelijk zelfbesturend, maar in de internationale betrekkingen speelt als soevereine staat alleen het Verenigd Koninkrijk een rol.
Het Goedevrijdagakkoord stipuleert dat indien een meerderheid van de bevolking dat wil, Noord-Ierland deel kan worden van Ierland. De unionisten, historisch protestanten die 48% van de bevolking uitmaken, willen in meerderheid de band met de Britse unie behouden. De katholieken zijn historisch eerder Iersgezind en maken voorlopig 45% van de bevolking uit. In de Assemblee voor Noord-Ierland, het parlement van Noord-Ierland zijn de stemmen voor unionisten (circa 45% in 2017) en republikeinen/nationalisten (circa 40% in 2017) in dalende lijnen, ten voordele van andere politieke partijen die een meer gematigd standpunt innemen (circa 13% in 2017). In 2017 hadden voor het eerst unionisten geen meerderheid in zetels meer in de Assemblee.
Er wordt, net als in de rest van het Verenigd Koninkrijk, betaald met het pond sterling, dat is onderverdeeld in 100 pence. Het Noord-Ierse autokenteken is UK (voorheen GB). De tijd is gelijk aan de Greenwichtijd, het telefoonprefix is 44 (maar vanuit Ierland gebruikt men een binnenlands nummer) en het topleveldomein is .uk.

## Geschiedenis

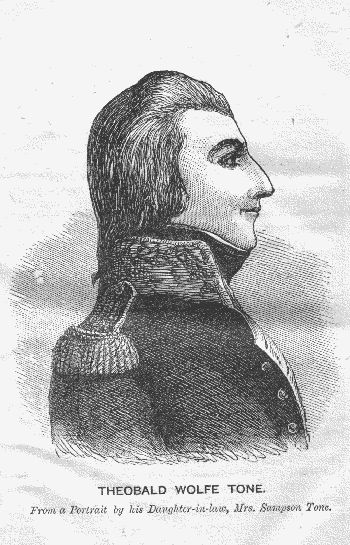
Theobald Wolfe Tone

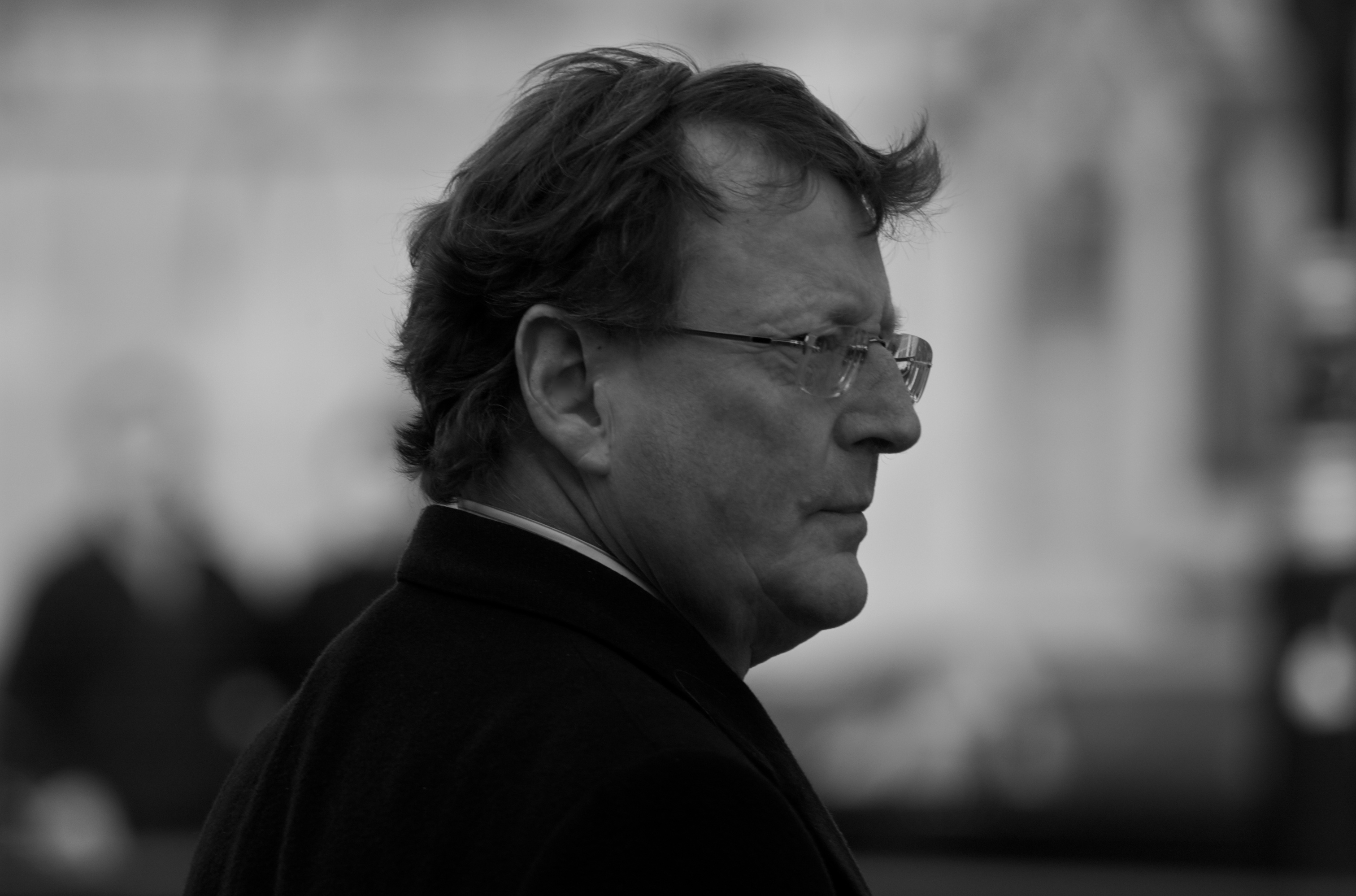
David Trimble

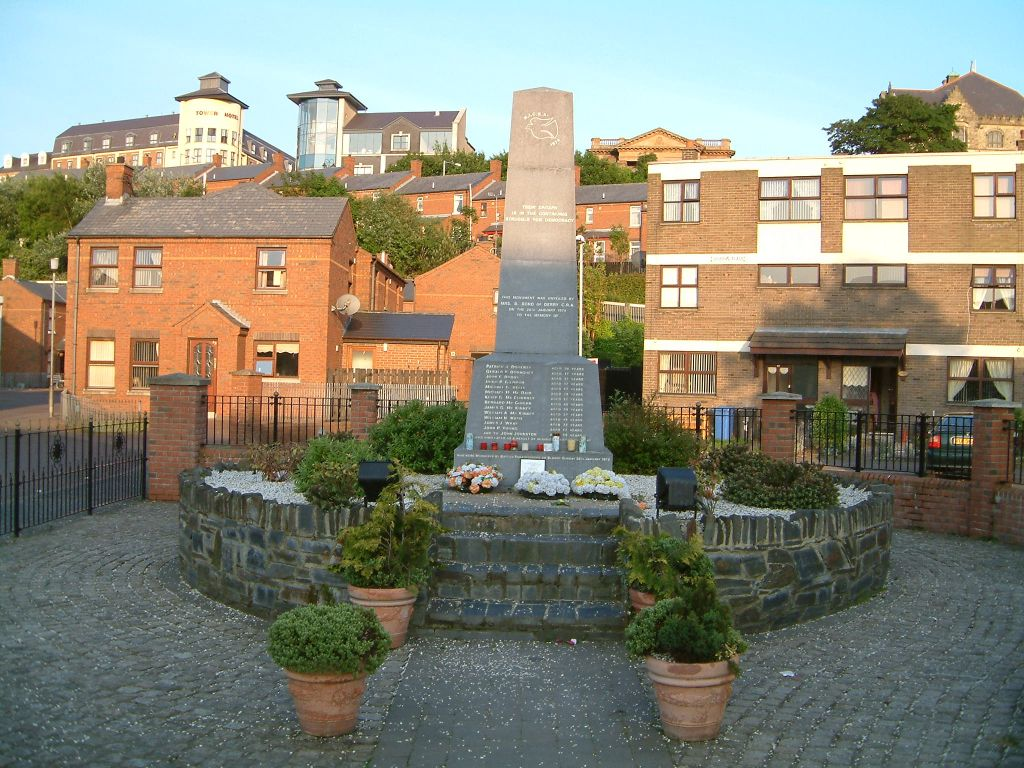
Bloody Sundaymonument

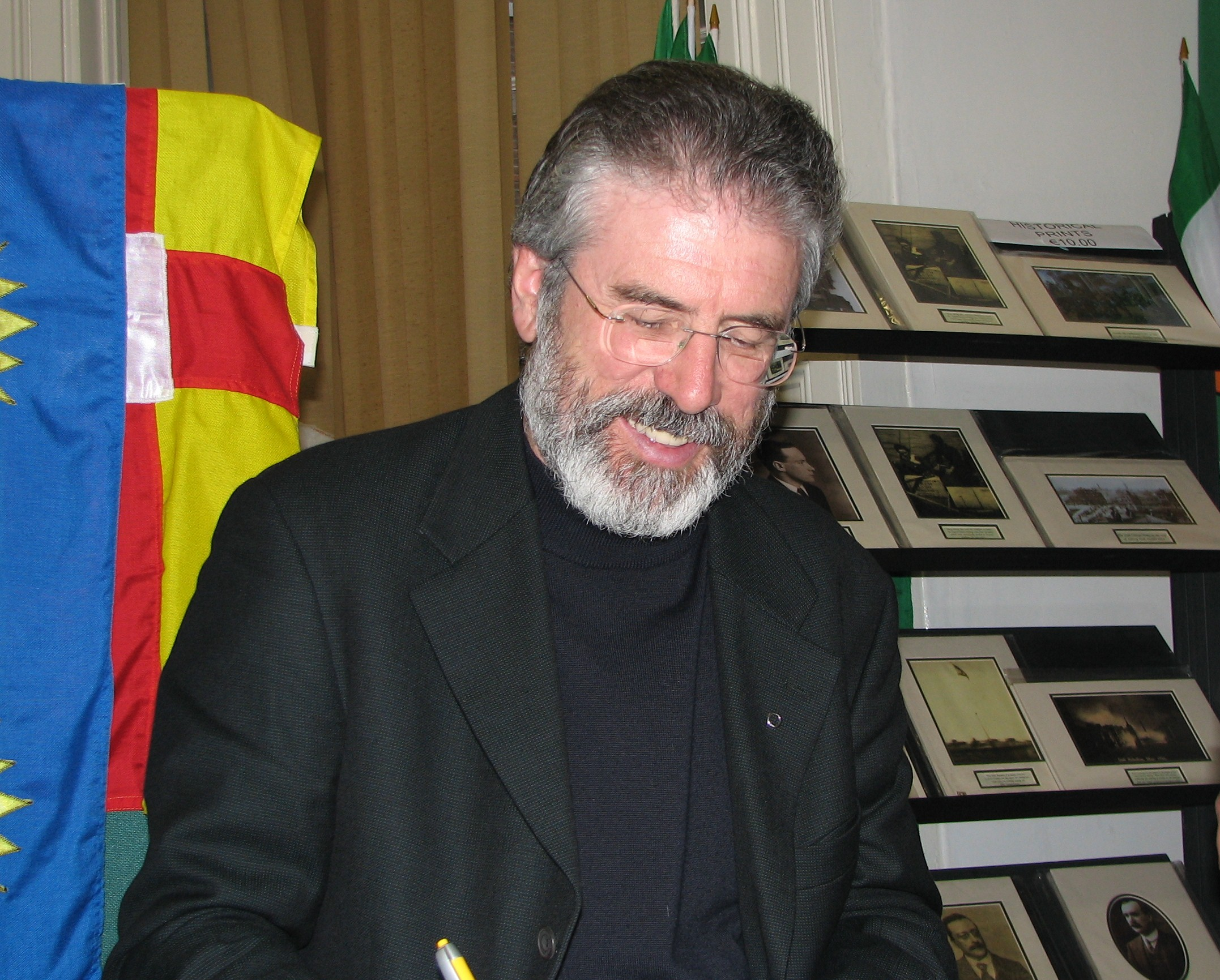
Gerry Adams

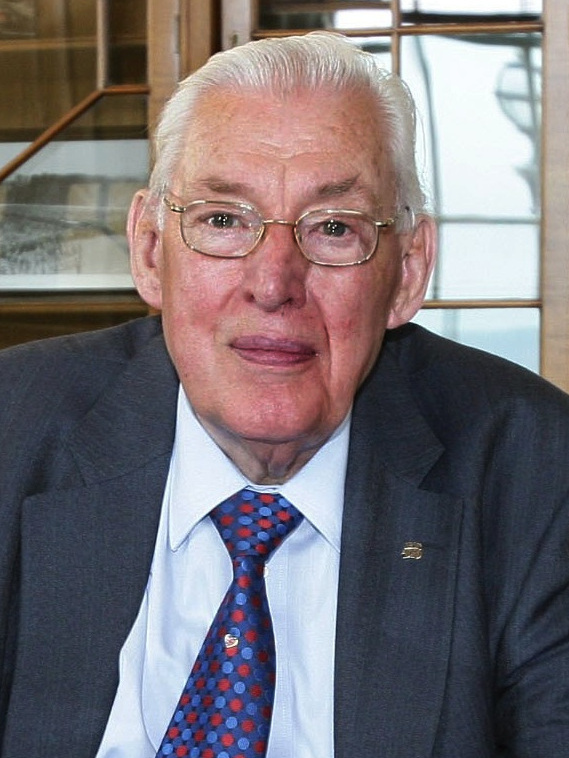
Ian Paisley

Noord-Ierland is in zijn huidige vorm ontstaan in 1921, terwijl de rest van het eiland als Ierse Vrijstaat definitief buiten het Verenigd Koninkrijk kwam te staan. Het hele eiland was tot 1919 een van de drie koninkrijken van het Verenigd Koninkrijk.
Ierland was voor de Engelse koningen altijd een lastig bezit geweest. In het noorden van het eiland was de weerstand tegen de Engelse overheersing het grootst. Een van de manieren om die weerstand te breken was een politiek van kolonisatie van het gebied door Engelse en vooral Schotse boeren. Deze kregen in de 16e eeuw de mogelijkheid om boerderijen te beginnen op land dat was geconfisqueerd van de grootste tegenstanders. De nieuwe bewoners waren protestanten, over het algemeen volgelingen van een van de calvinistische kerkgenootschappen die in Schotland waren ontstaan na de reformatie. De oorspronkelijke Ierse bevolking was altijd rooms-katholiek gebleven.
Door die politiek groeide in de provincie Ulster (het noorden van het eiland) een protestantse meerderheid die zich sterk verbonden voelde met de Engelse koning. Die verbondenheid kwam zwaar onder druk te staan toen de katholieke Jacobus II de troon besteeg. De verdrijving van Jacobus door zijn schoonzoon, Willem III van Oranje-Nassau, tijdens de Glorious Revolution en de uiteindelijke nederlaag van Jacobus tijdens de Slag aan de Boyne, zijn in de visie van de protestanten dan ook de belangrijkste gebeurtenissen in de geschiedenis van het eiland. Dit wordt door veel protestanten jaarlijks herdacht in de Oranjemarsen.
Toch waren het protestanten uit Ulster die in de 18e en 19e eeuw een grote rol speelden in de beweging voor zelfbestuur voor geheel Ierland. Theobald Wolfe Tone, een protestantse advocaat uit Dublin, wordt in Ierland gezien als een van de grote voorvechters van Ierse onafhankelijkheid.
In de loop van de 19e eeuw was er in het Britse Lagerhuis een meerderheid ontstaan voor het verlenen van zelfbestuur aan Ierland. Dat zelfbestuur, Home Rule, werd echter keer op keer geblokkeerd door het Hogerhuis. De meerderheid in het Hogerhuis zag in het verlenen van zelfbestuur een verzwakking van de Unie tussen Engeland en Ierland. De tegenstanders van autonomie noemden zichzelf daarom ook Unionisten.
In geheel Ierland vormden de Unionisten een kleine maar invloedrijke minderheid. In Ulster hielden beide kampen elkaar min of meer in evenwicht. De Unionisten waren geconcentreerd in vier van de negen graafschappen van Ulster. Twee graafschappen waren in kleine meerderheid protestant en daarmee haast automatisch voor autonomie, de overige drie waren overwegend katholiek.

### 20e eeuw
Vlak voor de Eerste Wereldoorlog ging het Britse Parlement akkoord met zelfbestuur voor het grootste gedeelte van Ierland. In dat plan zouden de vier in meerderheid Unionistische en protestantse graafschappen er buiten vallen. Door het uitbreken van de oorlog werd dit plan opgeschort. Na de oorlog dreigde er in Ierland een explosieve situatie. Ierse nationalisten hadden tijdens de oorlog, in 1916, de republiek uitgeroepen tijdens de Paasopstand. Die opstand was door de Engelsen bloedig onderdrukt. Voor de nationalisten was zelfbestuur mede daardoor inmiddels een achterhaald idee. Zij wilden nog slechts genoegen nemen met volledige onafhankelijkheid.
In het noorden versterkte dat de wens van de protestanten om bij het Verenigd Koninkrijk te blijven, ook onder de protestanten die in graafschappen woonden met een katholieke meerderheid. De demografische verhoudingen in de provincie Ulster als geheel hielden echter in dat beide bevolkingsgroepen elkaar bijna in evenwicht hielden. Om te voorkomen dat er een katholieke meerderheid kon ontstaan is er uiteindelijk voor gekozen om de drie graafschappen met de grootste katholieke meerderheid, Donegal, Cavan en Monaghan buiten het op te richten Noord-Ierland te houden.
In de wet waardoor Ierland zelfstandig werd binnen het Gemenebest en Noord-Ierland werd gevormd werd aan het nieuwe gebied een zeer grote mate van zelfbestuur toegekend. De wijze waarop de protestantse meerderheid invulling gaf aan dat zelfbestuur is een van de redenen waarom de verhoudingen tussen beide bevolkingsgroepen, protestant/Unionistisch en katholiek/nationalistisch steeds slechter werden. In de woorden van de Noord-Ierse oud-premier en winnaar van de Nobelprijs voor de Vrede David Trimble werd Noord-Ierland voor katholieken een koude plek om in te wonen.

### Eind jaren 60 / begin jaren 90:The Troubles
In de periode vanaf de stichting van Noord-Ierland tot aan de jaren zestig was er sporadisch sprake geweest van ernstige ongeregeldheden tussen katholieken en de protestantse bestuurders. In de jaren zestig ontstond er langzamerhand onder de katholieken een beweging die gelijke rechten opeiste. Hun acties werden door de protestantse meerderheid als zeer bedreigend gezien waardoor er met veel machtsvertoon op werd gereageerd. De spanningen in Noord-Ierland liepen daardoor snel op. In Engeland groeide het idee dat de wijze waarop het protestantse bestuur zijn macht gebruikte het probleem eerder verergerde dan oploste. Om te voorkomen dat de situatie geheel uit de hand zou lopen, koos Londen daarom uiteindelijk voor de afschaffing van het zelfbestuur. Dit kan worden gezien als het beginpunt van The Troubles in Noord-Ierland.
Om de orde te herstellen werden Britse troepen naar Noord-Ierland gestuurd, waar zij met gejuich werden ontvangen door de meerderheid van de katholieken. De meer extreme delen van de katholieken zagen in de Britse troepen echter bezetters. De troepen werden voor deze extremisten dan ook legitieme doelen. Voor de Britse troepen bleek het al spoedig uiterst lastig om onderscheid te maken tussen gewone katholieken en extremisten van de IRA. Dat bleek op een uiterst pijnlijke wijze door de wijze waarop het leger reageerde tijdens een vreedzame demonstratie in Londonderry (door de nationalisten aangeduid als Derry).
Wat er die dag precies is gebeurd is nog steeds onderwerp van onderzoek door een commissie. Het staat echter vast dat op die Bloody Sunday (1972), 30 januari van dat jaar, dertien katholieken werden doodgeschoten door Britse militairen. Die gebeurtenis was koren op de molen van de extremisten. In de katholieke gemeenschap begon de aanhang van de gematigde Social Democratic and Labour Party geleidelijk af te nemen en die van de aan de IRA verbonden partij Sinn Féin snel toe te nemen. Aan protestantse zijde verminderde de aanhang van de traditionele Unionistische partij. De radicale groepering rond de militante dominee Ian Paisley (Democratic Unionist Party (DUP)) zag haar aanhang daarentegen snel groeien.
Het polariseren aan beide zijden heeft merkwaardig genoeg toch de mogelijkheid van een vreedzame oplossing niet volledig geblokkeerd. Na moeizame onderhandelingen werd in 1998 een akkoord bereikt. De Verenigde Staten hebben hierin een bemiddelende rol gespeeld in de persoon van senator George J. Mitchell. Krachtens dat akkoord, gesloten op 10 april 1998 en aangeduid als het Goedevrijdagakkoord, herkreeg Noord-Ierland zelfbestuur, waarbij garanties werden geschapen dat ook de katholieken deel zouden uitmaken van het bestuur. Hoewel dit akkoord het probleem nog niet onmiddellijk heeft kunnen oplossen, heeft dit proces er uiteindelijk wel toe geleid dat de militaire vleugel van de extreme nationalisten, de IRA op 28 juli 2005 een verklaring naar buiten heeft gebracht dat zij definitief stopt met gewapend verzet. Vanaf dat moment zegt de IRA zijn doelen alleen nog op politieke wijze na te streven.
In april 2007 kwam er dankzij de bemoeienis van de Britse regering een overeenstemming over een nieuwe coalitie tussen de protestantse voorman Ian Paisley en de katholieke voorman Gerry Adams tot stand. Deze coalitie kreeg haar beslag op 8 mei 2007, toen zij werd beëdigd. Sindsdien heeft Noord-Ierland weer zelfbestuur, nadat het sinds 2002 rechtstreeks door de centrale overheid van het Verenigd Koninkrijk was bestuurd. Ian Paisley werd de nieuwe premier, de katholiek Martin McGuinness de nieuwe vicepremier. Opmerkelijk, omdat de twee tot voor kort felle tegenstanders van elkaar waren. Op 1 augustus 2007 verlieten de Britse troepen om middernacht het Noord-Ierse territorium na een 38-jarige bezetting en nam de politie de taken van het leger over. Paisley werd in 2008 opgevolgd door Peter Robinson, op zijn beurt opgevolgd door Arlene Foster, allen van de DUP. Na de Noord-Ierse parlementsverkiezingen van 2 maart 2017 werd de positie van First Minister of Northern Ireland vacant gezien geen regering kon gevormd worden die voldeed aan het Goedevrijdagakkoord.
Bij het referendum over het EU-lidmaatschap van het Verenigd Koninkrijk (2016) kozen de bewoners van Noord-Ierland, net als die van Schotland maar anders dan die van Engeland en Wales, in meerderheid voor "Remain" (in de EU blijven). Ze stemden dus tegen een "Brexit", al had hun tegenstem geen effect op de einduitslag.

## Geografie
Steden:

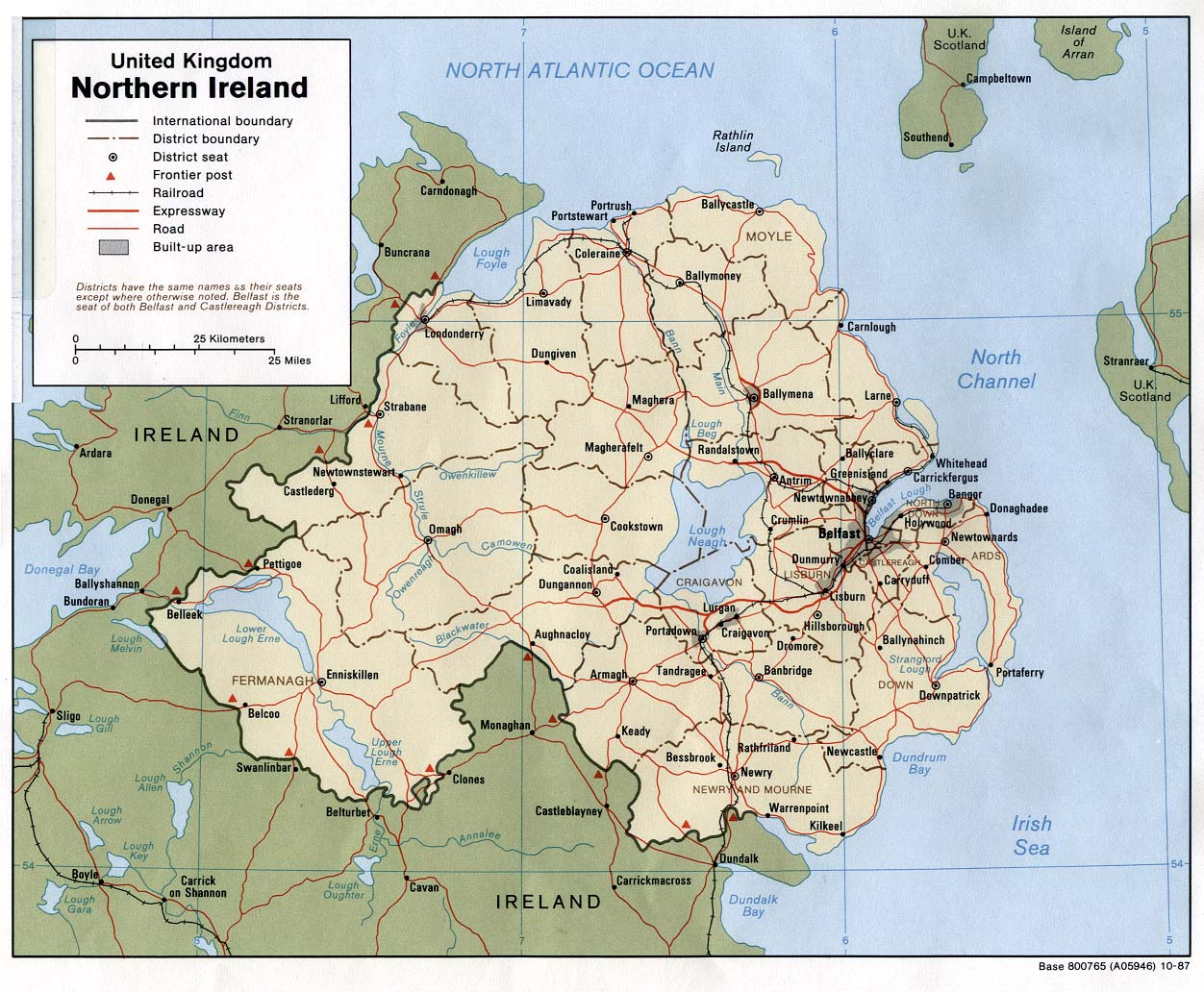
Kaart van Noord-Ierland

Officiële vlag van Noord-Ierland tussen 1924-1973

Saint Patrick's Saltire

- Hoofdstad: Belfast (280.000 inwoners).
- Andere steden:
  - Armagh (10.000 - 20.000 inwoners)
  - Londonderry of Derry (80.000 - 90.000 inwoners)
  - Lisburn (70.000 - 80.000 inwoners)
  - Newry (30.000 - 40.000 inwoners)

Een aantal grote woonkernen, evenwel zonder over stadsstatus te beschikken en dus gewoon gelegen in een district zijn Bangor en Newtownabbey (beide 60.000 - 70.000 inwoners), Craigavon (50.000 - 60.000), Carrickfergus (30.000 - 40.000) en Antrim, Ballymena, Coleraine, Lurgan, Omagh en Portadown (alle zes 20.000 - 30.000 inwoners).
Grootste en een van de vier bekendste meren is Lough Neagh, tussen Belfast en Omagh. Twee andere meren in het westen van Noord-Ierland zijn  Upper Lough Erne en Lower Lough Erne in de rivierloop van de Erne. Op de grens in het zuidwesten ligt Lough Melvin.
Noord-Ierland ligt aan de Atlantische Oceaan en de Ierse Zee. Deze zijn met elkaar verbonden door het North Channel dat eveneens langs de kust van Noord-Ierland ligt.

### Klimaat
Noord-Ierland kent een gematigd zeeklimaat met zachte winters en  koele zomers.
| Maand                  | jan  | feb  | mrt  | apr  | mei  | jun  | jul  | aug  | sep  | okt  | nov  | dec  | Jaar  |
| ---------------------- | ---- | ---- | ---- | ---- | ---- | ---- | ---- | ---- | ---- | ---- | ---- | ---- | ----- |
| Gemiddeld maximum (°C) | 6,8  | 7,3  | 9,1  | 11,6 | 14,7 | 17,1 | 19,0 | 18,6 | 16,1 | 12,8 | 9,3  | 7,5  | 12,5  |
| Gemiddeld minimum (°C) | 1,5  | 1,6  | 2,6  | 3,9  | 6,3  | 9,1  | 11,4 | 11,1 | 9,1  | 6,8  | 3,5  | 2,3  | 5,8   |
|                        |      |      |      |      |      |      |      |      |      |      |      |      |       |
| Neerslag (mm)          | 86,9 | 59,7 | 68,1 | 56,9 | 56,3 | 60,8 | 66,2 | 76,5 | 80,1 | 88,0 | 79,6 | 83,3 | 862,4 |
| Bron: Metoffice.gov.uk |      |      |      |      |      |      |      |      |      |      |      |      |       |

## Bestuurlijke indeling

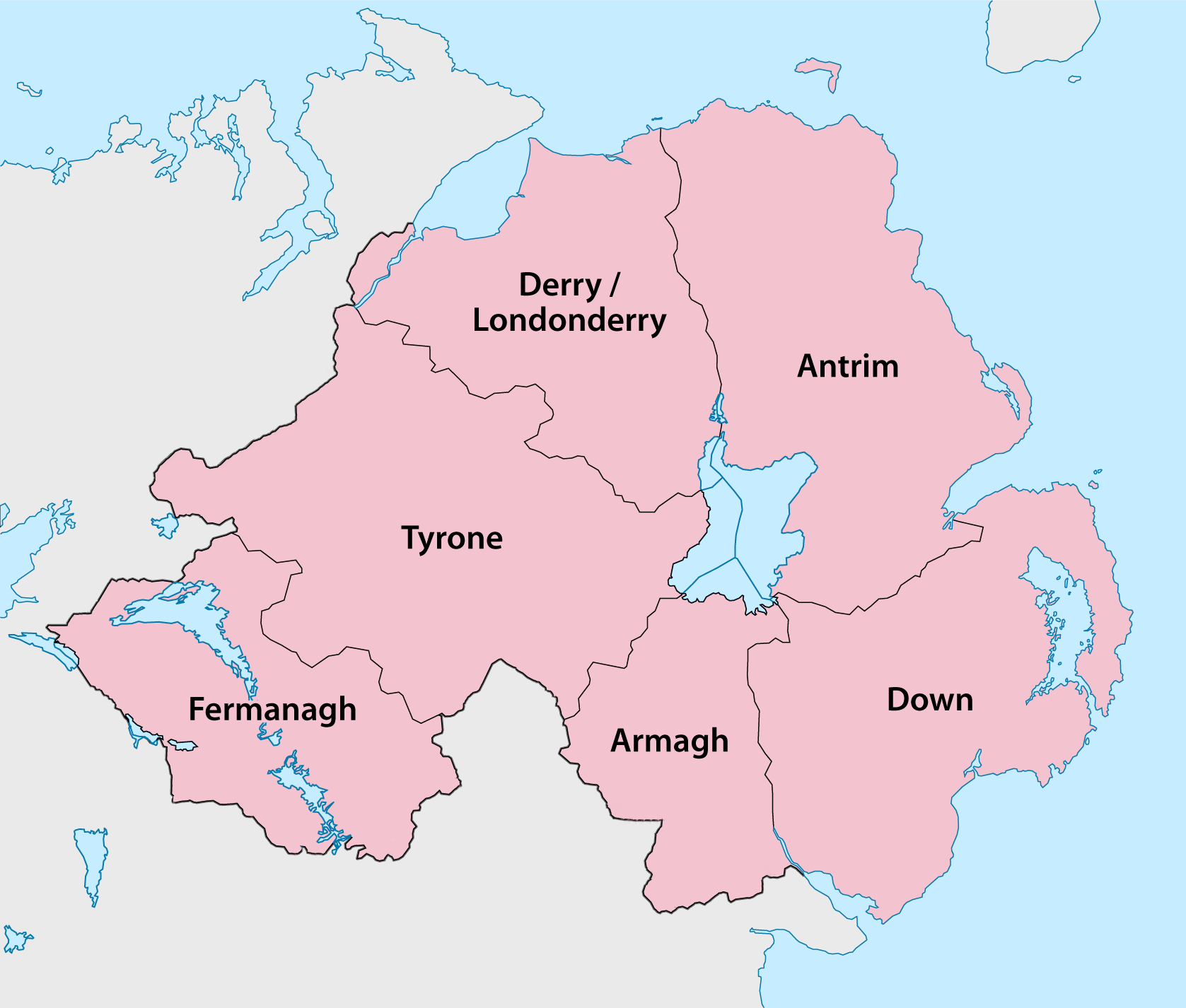
De oude counties

Historisch is Noord-Ierland (the Six Counties)  onderverdeeld in zes graafschappen die samen met drie graafschappen in de Ierse republiek de oorspronkelijke Ierse provincie Ulster vormen:
1. Fermanagh
2. Tyrone
3. Derry/Londonderry
4. Antrim
5. Down
6. Armagh

De counties hebben sinds 1973 geen bestuurlijke functie meer. Het gebied werd dat jaar ingedeeld in 26 districten, die sinds april 2015 zijn teruggebracht tot 11 districten. De districten van Noord-Ierland zijn:

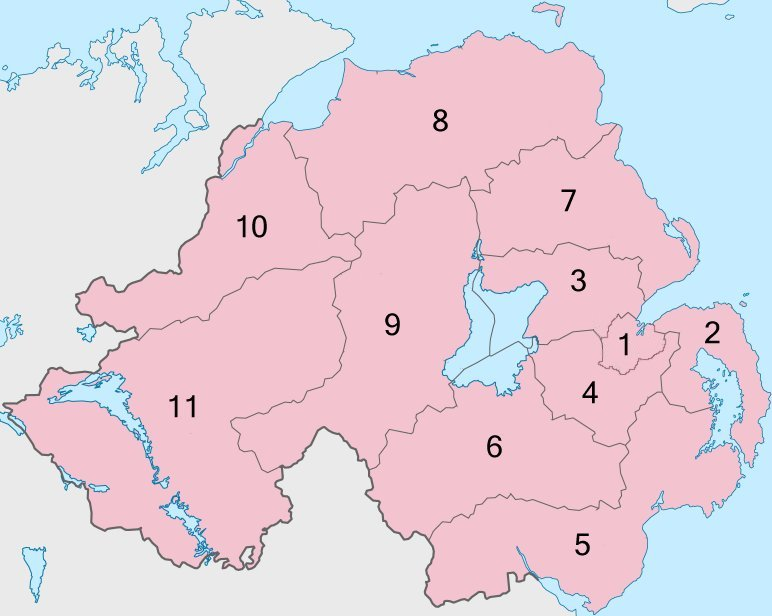
Districten

| District                        | Zetel                                | Bevolking (2017) | Nr. op de kaart |
| ------------------------------- | ------------------------------------ | ---------------- | --------------- |
| Antrim and Newtownabbey         | Newtownabbey en Antrim (afwisselend) | 141.700          | 3               |
| Ards and North Down             | Bangor                               | 160.100          | 2               |
| Armagh, Banbridge and Craigavon | Craigavon                            | 211.900          | 6               |
| Belfast                         | Belfast                              | 340.200          | 1               |
| Causeway Coast and Glens        | Coleraine                            | 143.900          | 8               |
| Derry and Strabane              | Derry                                | 150.500          | 10              |
| Fermanagh and Omagh             | Omagh en Enniskillen                 | 116.300          | 11              |
| Lisburn and Castlereagh         | Lisburn                              | 142.600          | 4               |
| Mid and East Antrim             | Ballymena                            | 138.200          | 7               |
| Mid Ulster                      | Dungannon                            | 146.400          | 9               |
| Newry, Mourne and Down          | Downpatrick en Newry                 | 179.000          | 5               |

## Bevolking
Noord-Ierland is qua oppervlakte en bevolking de kleinste van de vier landen van het Verenigd Koninkrijk en bevat 2,9% van de totale bevolking en 5,7% van de totale oppervlakte van het Verenigd Koninkrijk. Het is ook de kleinste van de twee politieke entiteiten op het eiland Ierland naar oppervlakte en bevolking, de andere is de Republiek Ierland, een soevereine staat die onafhankelijk is van het Verenigd Koninkrijk sinds 1922. Noord-Ierland bevat 28,3% van de totale bevolking en 16,75% van de totale oppervlakte van het eiland Ierland.
Noord-Ierland, zoals geregistreerd door de Britse volkstelling van 2011, heeft een bevolking van 1.810.863, een toename van 125.800 (7,5%) over de periode van tien jaar sinds de laatste census. De bevolkingsdichtheid is 133 personen per km², ongeveer de helft van die van het Verenigd Koninkrijk als geheel, maar ongeveer tweemaal zo hoog als die van de Republiek Ierland. De metropolitane regio Belfast domineert qua bevolking, met meer dan een derde van de inwoners van Noord-Ierland.
In het taalgebruik waar Engels de overhand heeft, is sterke invloed van het Schots. Dit komt zowel door historische banden met Schotland die eeuwen teruggaan, als door nederzettingen van Schotse protestanten in Ulster in de 17e eeuw, het gevolg van het kolonisatieproces vanuit Groot-Brittannië, gekend als de Volksplantingen in Ulster. Ook hierdoor heeft Noord-Ierland net als Groot-Brittannië (maar in tegenstelling tot het grootste deel van de Republiek Ierland) meer protestanten dan katholieken (48% van de ingezeten bevolking is protestant of protestant opgevoed, terwijl 45% van de inwonende bevolking katholiek is of katholiek opgevoed), het verschil is evenwel klein.

### Bevolkingsevolutie

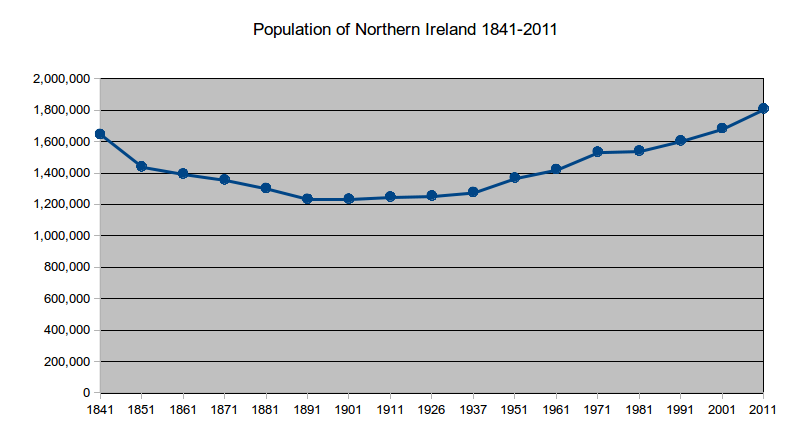

De bevolkingsevolutie van 1841 tot 2011 vertoont een daling gevolgd door een stijging. Van 2011 tot 2017 stijgt het aantal verder met 3% van 1.810.863 naar 1.876.600. De cijfers van 1981, 1991 en 2017 zijn gebaseerd op schattingen. Data voor de jaren voor 1926 is van de Census van Ierland waarbij de counties die Noord-Ierland vormden in 1920 zijn meegenomen.

### Geboorteland
In 2001 werd 91,0% van de bevolking geboren in Noord-Ierland, 7,2% werd geboren in andere delen van het VK en Ierland en 1,8% werd elders geboren. In 2011 was het aandeel immigranten van buiten het Verenigd Koninkrijk en Ierland gestegen tot 4,3%, terwijl het aandeel dat binnen het VK of Ierland (maar buiten Noord-Ierland) werd geboren, was gedaald tot 6,7%. Het grootste aantal niet-Britse / Ierse immigranten bevindt zich in Belfast, gevolgd door Craigavon en Dungannon. Dungannon heeft een groter aandeel van immigranten dan welke andere plaats in Noord-Ierland ook, terwijl Strabane het minste aandeel heeft van immigranten. De herkomstlanden met de grootste groepen buiten het VK zelf waren Ierland, Polen, Litouwen, India en de Filipijnen.

### Leeftijd

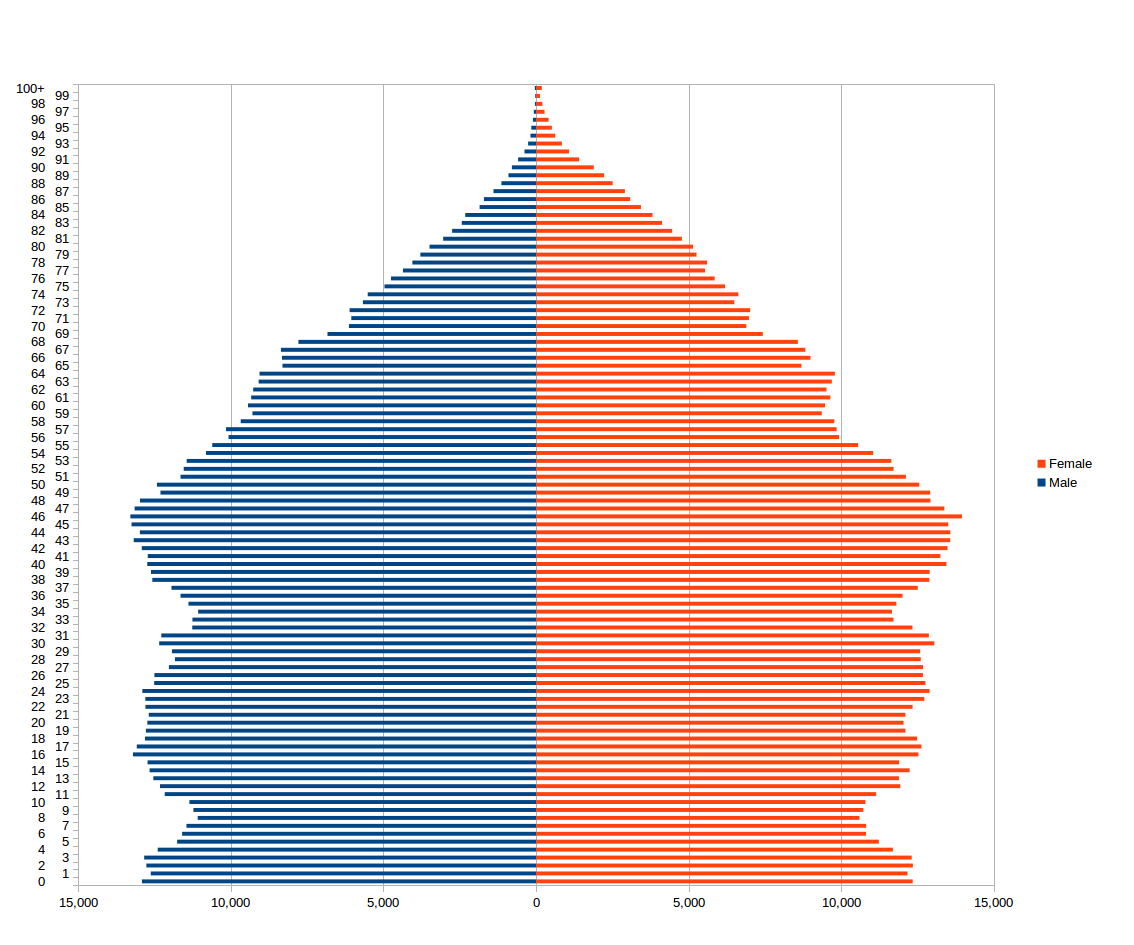
Bevolkingspiramide van Noord-Ierland bij de census van 2011

Volgens de Northern Ireland Statistics and Research Authority steeg de gemiddelde (mediane) leeftijd van 34 naar 37 jaar tussen de tellingen van 2001 en 2011. In dezelfde periode is het aandeel van de bevolking dat wordt vertegenwoordigd door kinderen onder de 16 jaar gedaald van 24 procent tot 21 procent, terwijl het aandeel 65-plussers is gestegen van 13 procent naar 15 procent.

### Statistieken
Levensverwachting bij de geboorte
Mannen: 77,2 jaar

Vrouwen: 80,8 jaar
Zuigelingsterftecijfer
6,4 sterfgevallen / 1.000 levendgeborenen (1999)
Vruchtbaarheidscijfer
2,06 geboren kinderen / vrouw (2011)

### Religie
| District                        | Katholiek | Protestant en andere Christelijken | Andere |
| ------------------------------- | --------- | ---------------------------------- | ------ |
| Antrim and Newtownabbey         | 29.7%     | 61.1%                              | 9.2%   |
| Armagh, Banbridge and Craigavon | 43.0%     | 51.7%                              | 5.3%   |
| Belfast                         | 48.8%     | 42.5%                              | 8.7%   |
| Causeway Coast and Glens        | 40.2%     | 54.8%                              | 5.0%   |
| Derry and Strabane              | 72.2%     | 25.4%                              | 2.4%   |
| Fermanagh and Omagh             | 64.2%     | 33.1%                              | 2.7%   |
| Lisburn and Castlereagh         | 24.0%     | 66.9%                              | 9.2%   |
| Mid and East Antrim             | 19.3%     | 72.9%                              | 7.8%   |
| Mid Ulster                      | 63.8%     | 33.5%                              | 2.8%   |
| Newry, Mourne and Down          | 72.3%     | 23.9%                              | 3.8%   |
| Ards and North Down             | 13.1%     | 75.1%                              | 11.8%  |

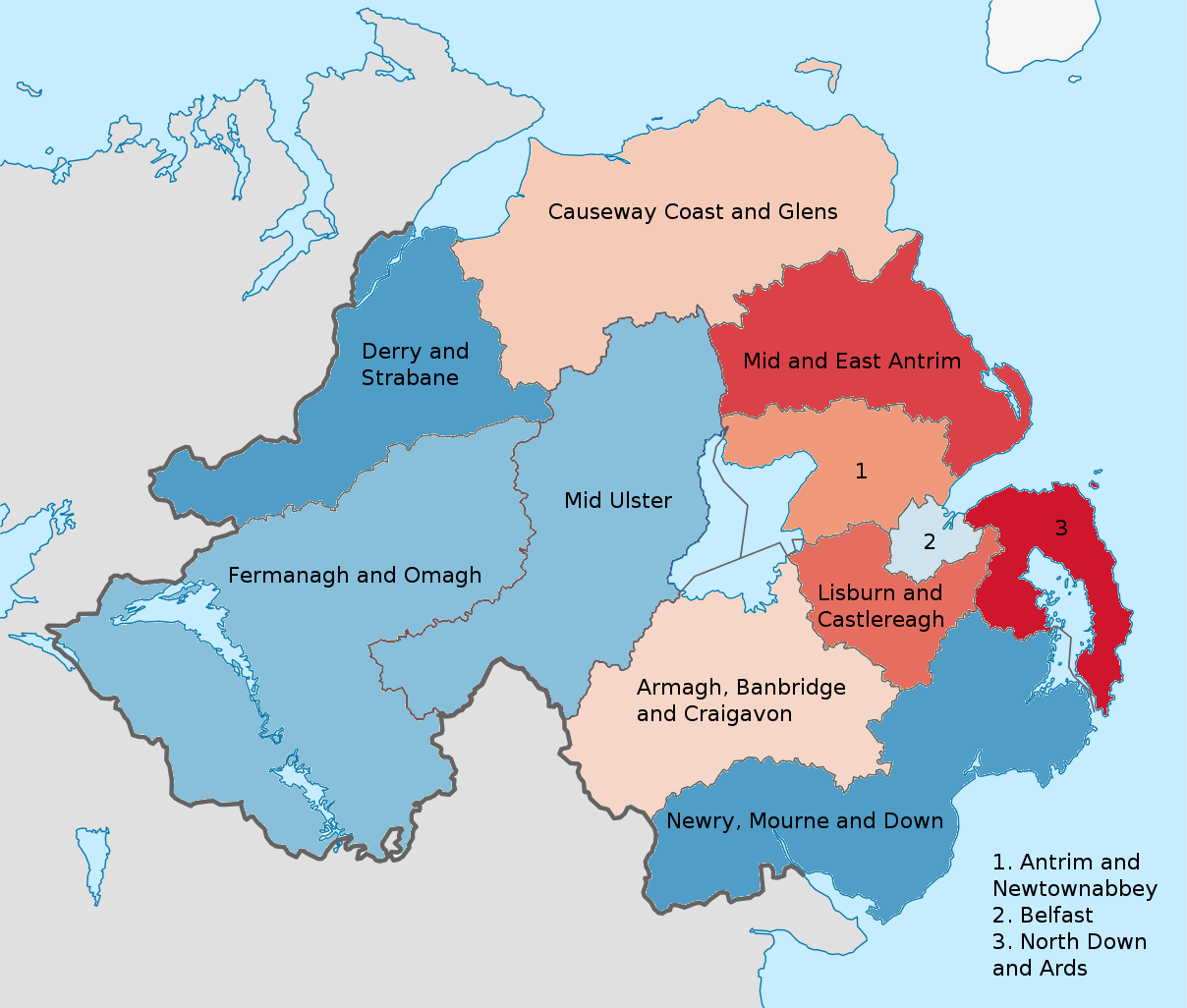
Religie bevolking Noord-Ierland Census 2011 - rood voor protestant of protestant opgevoed, blauw voor katholiek of katholiek opgevoed, hoe feller de kleur hoe uitgesprokener het overwicht in het betrokken district

In de tienjaarlijkse volkstelling van 2001 stelde het Census Office voor Noord-Ierland (CONI) in vergelijking met de vorige censussen een nieuwe vraag om te proberen een nauwkeuriger beeld te krijgen van het saldo van de voornamelijk  protestantse en voornamelijk katholieke gemeenschappen in Noord-Ierland.
Naast de traditionele vraag "Religie?" - waarop meer dan 13% van de respondenten geen antwoord gaf - werd ook gevraagd: "Religie waarin men werd opgevoed?" om diegenen te capteren die zich niet langer identificeren met een religie. De combinatie van de twee vragen gaf een achtergrond van de gemeenschap door religie voor meer dan 97% van de bevolking. In de volkstelling van 2011 kon hetzelfde proces alleen 94% van de bevolking een religie toekennen en het Statistiek- en Onderzoeksbureau in Noord-Ierland stopte de indicator te benoemen als "gemeenschapsachtergrond" en noemde het in plaats het meer zakelijke daarvan "religie of religie opgevoed".
Achtergrond van het belang van religie in de Noord-Ierse geschiedenis, is dat politieke krijtlijnen in het verleden fel samenvielen met religie, zeker ten tijde van The Troubles. De protestanten waren de unionisten en de unionisten waren protestant, en de nationalisten waren katholiek en katholieken waren nationalist. Minder en minder vallen de politieke en religieuze keuzes van individuen evenwel zo sterk samen, naast een dalend religieus gemeenschapsgevoel. Nu nog meer dan in vroegere decennia zijn niet alle protestanten unionisten, en niet alle katholieken zijn nationalistisch.

## Transport
De transportinfrastructuur van Noord-Ierland is beperkt, en enkel de omgeving van de twee grote steden, Belfast en Derry, en de grotere woonkern en New Town Craigavon zijn voldoende uitgebouwd.

### Wegennet
In Noord-Ierland liggen enkele autosnelwegen, de M1, M2, M3, M5, M12, M22 en A8(M). Daarnaast is er een wegennet met hoofdwegen (A-wegen, zoals de A4 of A8) en minder druk bereden hoofdwegen (B-wegen), naast het lokale wegennet.

### Luchtvaart
De grootste luchthaven van Noord-Ierland is Belfast International Airport. Het is de enige internationale luchthaven van Noord-Ierland en een van de elf internationale luchthavens van het Verenigd Koninkrijk. In 2017 had deze luchthaven 5,8 miljoen passagiers. De luchthaven wordt ontsloten door de M2. Translink verzorgt met een expresbusverbinding de verbinding met het spoorwegnet. De tweede luchthaven van Belfast, de George Best Belfast City Airport had net geen 2,6 miljoen passagiers in 2017. Deze luchthaven ligt aan het treinstation Sydenham en Translink verzorgt met een expresbusverbinding de verbinding met het centrum van Belfast en de grote treinstations daar.  De luchthaven ligt aan de A2.
De derde luchthaven van Noord-Ierland is de City of Derry Airport. Door de afbouw van het vluchtschema van de grootste maatschappij op deze luchthaven, Ryanair, kent de luchthaven sinds 2014 sterk dalende passagierscijfers. In 2017 maakten bijna 194.000 passagiers gebruik van deze luchthaven.

### Spoorwegen

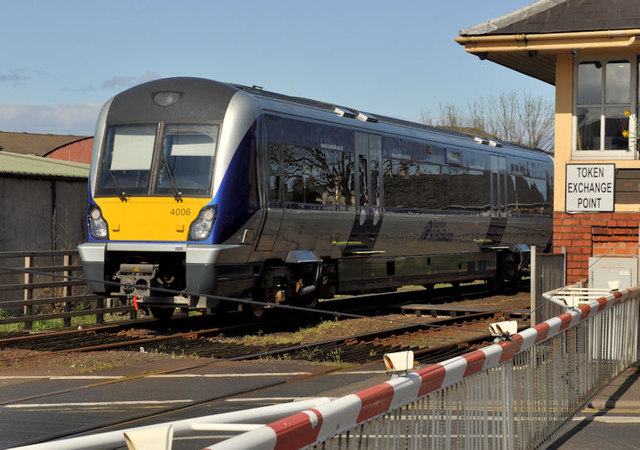
Station Coleraine bediend door NI Railways.

Het Noord-Ierse spoorwegnetwerk in gebruik heeft een lengte van 330 km. Het is aangelegd in breedspoor, meer specifiek de 1600 mm Ierse spoorbreedte, die een aansluiting met de spoorweg in Ierland toelaat. In 2014-2015 gebruikten 13,4 miljoen passagiers het netwerk voor 417 miljoen passagierskilometers, met een ticketverkoop die £ 43,6 miljoen opleverde. Het netwerk wordt uitgebaat door Translink.
De verbinding met de Ierse republiek wordt gevormd met de spoorlijn Belfast - Dublin, de tweede hoofdlijn is de spoorlijn Belfast - Derry, met hierop de aftakkende spoorlijn Coleraine - Portrush. Het voorstadsverkeer van en naar Belfast wordt mee verzorgd door de lijnen Belfast - Bangor, Belfast - Larne en Belfast - Newry.

### Scheepvaart
Belfast Harbour neemt twee derde van het maritiem vrachtvervoer van Noord-Ierland voor zijn rekening (wat overeenkomt met een kwart van alle verkeer voor het ganse Ierse eiland). Belfast is een van de slechts twee havens op het eiland Ierland om een volledig assortiment aan ladingen te vervoeren, van vrachtvoertuigen tot containers, drooggoed, puin en vloeibaar massagoed, evenals passagiersdiensten en cruisediensten. 
Belfast Harbour behandelde in 2015 23 miljoen ton vracht, vergelijkbaar met zijn overslag voor 2014. De tonnages wijzen op een wisselend rendement tussen sectoren in de Noord-Ierse economie.
Vanuit de haven van Larne is er een ferry naar het Schotse Cairnryan.